# Combretum aureonitens
Combretum aureonitens är en tvåhjärtbladig växtart som beskrevs av Adolf Engler och Gilg. Combretum aureonitens ingår i släktet Combretum och familjen Combretaceae. Inga underarter finns listade i Catalogue of Life.